# 哲学百科全书列表
哲学百科全书是向读者提供哲学主题内容的综合性工具书。自公元1世纪晚期老普林尼撰写百科全书《博物志》起，许多纸质和在线哲学百科全书已经问世。

## 法国《百科全书，或科学、艺术和工艺详解词典》
《百科全书，或科学、艺术和工艺详解词典》是一部由德尼·狄德罗和让·勒朗·达朗贝尔编撰的法语百科全书。除了狄德罗和达朗贝尔外，还包括让-雅克·卢梭和伏爾泰等著名哲学家也参与了编辑工作，他们被称为“百科全书派”。

## 美国《哲学百科全书》
《哲学百科全书》是一部由保罗·爱德华兹编撰大型的哲学百科全书，第一版于1967年由麥米倫出版公司出版，共8卷。第二版于2006年以主编唐纳德·M·博切特的名义出版为10卷本。

## 《劳特利奇哲学百科全书》
《劳特利奇哲学百科全书》由爱德华·克雷格编辑，于1998年首次由勞特利奇出版社出版。全书含2,000多词条，超过1,300人参与撰写。

## 《斯坦福哲学百科全书》
《斯坦福哲学百科全书》是由斯坦福大学维护的一部在线百科全书。该百科全书由爱德华·扎尔塔于1995年创办。贡献者授予史丹佛大學发表文章的许可，但保留文章的著作權。

## 《互联网哲学百科全书》
《互联网哲学百科全书》（简称IEP）是一个在线百科全书，旨在“提供有关哲学各领域的关键主题和哲学家的详细、学术性信息。”IEP免费向全球所有互联网用户开放。目前的编辑团队由25名编辑和约200名专题编者组成，他们都拥有博士学位，并且是来自世界各地的学院教授。文章的提交和审查过程与哲学期刊、图书和论文等出版物的流程相同。文章的撰稿者通常也包括有关领域的专家和权威人士。